# Tour de la Maucannière
La tour de la Maucannière (ou clos Saint-Victor) est situé à Joué-lès-Tours (Indre-et-Loire) et inscrit aux monuments historiques le 2 novembre 1951.

## Histoire
En 1890, le château est la propriété du comte Jean de Sabran-Pontevès.